# Csengő-forrás
A Csengő-forrás a Kelet-Mecsekben található forrás. A Völgységi-patak feltételezett forrása.
A hosszúhetényi Hármashegytől északra található, a Csengő-hegy lábánál, a Takanyó-völgy fölött, Csokonai Sándor háza, a „Csengő-lak” közelében.
A forrást 1997-ben a Völgység Turista Egyesület foglalta.
Tábláján a következő felirat olvasható: "Völgység-patak Csengő-forrása Solymár Imre 1947 – 1997 Völgység kutató emlékére 1997."